# Érétrie
Érétrie est une cité de la Grèce antique, située sur la côte occidentale de l'île d'Eubée, et qui a largement contribué au développement et au rayonnement de la civilisation grecque. Les premières fouilles archéologiques ont eu lieu en 1885 par la société archéologique d'Athènes et l'école américaine. Depuis 1964, elle fait l'objet de recherches archéologiques conduites par l'École suisse d'archéologie en Grèce (ESAG) et de publications dans le cadre de la collection « Eretria : fouilles et recherches ».

## Préhistoire

### Néolithique Récent (~ -3500/-3000)
La fréquentation du site à la fin du Néolithique est attestée par quelques tessons de céramique et par du mobilier lithique recueillis sur le sommet de l’acropole, ainsi qu’en plaine, tout près du littoral. Faute de structures découvertes, il est impossible de savoir s'il s'agissait d’habitats permanents ou simplement de refuges temporaires, mais le lieu paraît propice à l’établissement : l’acropole, point de repère dans le paysage et poste d’observation privilégié sur toute la plaine et les alentours, offre, en effet, un abri sûr à proximité d’une anse naturelle. Les vestiges d’un habitat néolithique dorment peut-être encore sous la ville moderne, protégés par la nappe phréatique et d’épaisses couches d’argile.

### Helladique Ancien (~ -3000 - –2000)

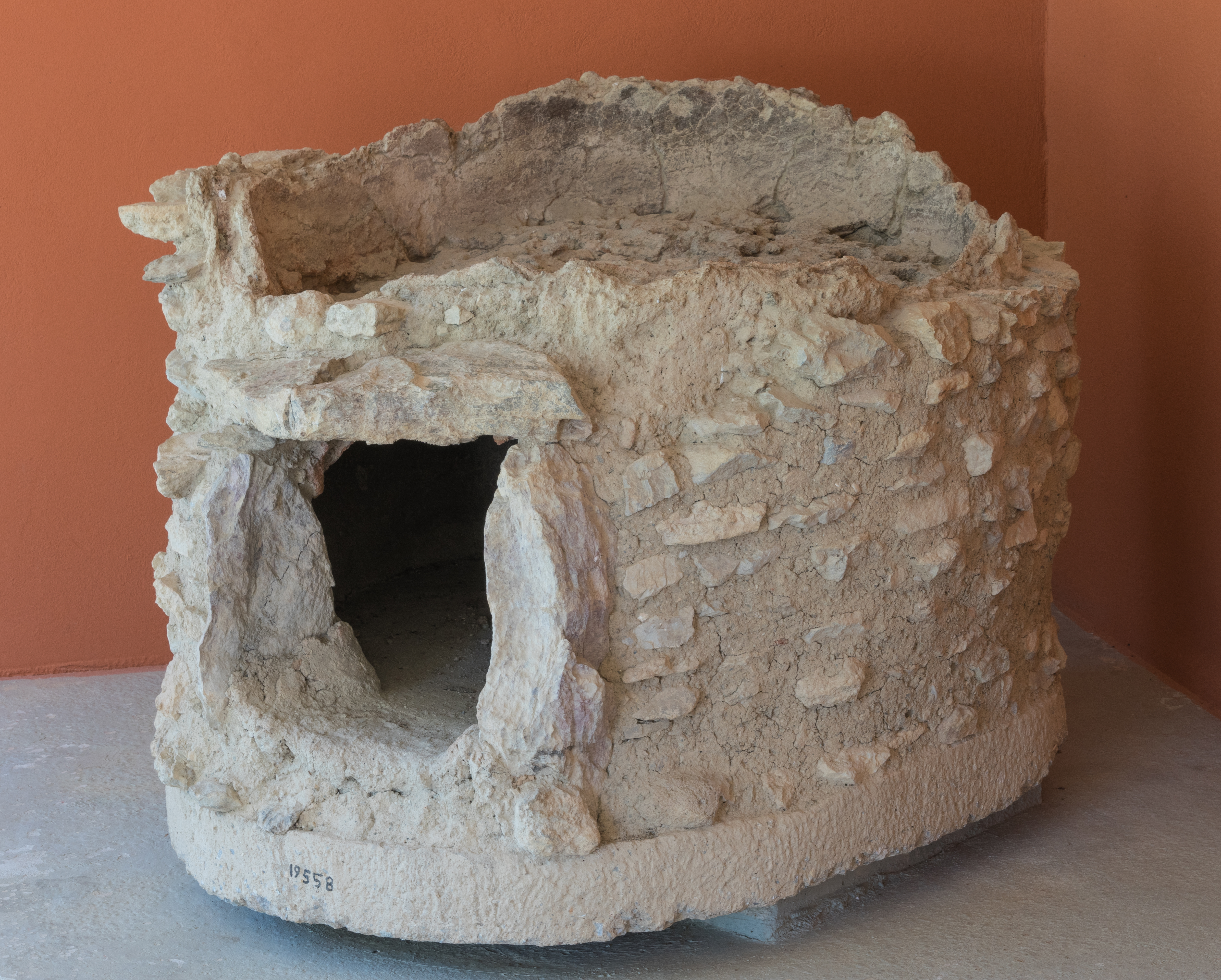
Le four de potier.

La période de l'Helladique ancien est mieux connue. L'occupation du site se densifie, particulièrement dans la plaine. Un important établissement succède à l'installation néolithique côtière et dure près d'un millénaire, jusqu'à l'aube de l'Helladique Moyen, vers -2000. Divers bâtiments ont été mis au jour, dont l’un a été interprété comme un grenier, tandis qu’un important outillage lithique, accompagné de déchets de taille, pourrait témoigner de l'existence d’un atelier de débitage. La céramique recueillie annonce la céramique dite « minyenne », qui caractérise l’Helladique Moyen. Un four de potier, exceptionnellement bien préservé et exposé au Musée d'Érétrie, appartient peut-être à cette phase : quelques tessons de l'Helladique Ancien ont été découverts dans le canal de chauffe, mais seule une datation au carbone 14 permettrait d'écarter les incertitudes qui subsistent quant à sa chronologie. L'établissement devait être étendu, si l'on en juge par de récentes découvertes faites dans le sanctuaire d'Apollon « Daphnéphoros », distant d’environ 150 m, où un sondage en profondeur a mis au jour des niveaux d'occupation contemporains. La fréquentation du site a dû diminuer vers -2000, ce que corroborent les analyses de sédiments : la zone côtière se transforme alors en lagune et il faudra attendre quelque mille ans avant qu'elle ne redevienne propice à l’occupation humaine.

### Helladique Moyen (~ -2000 - –1600)
La subsidence du sol, envahi par les eaux de la lagune, fait disparaître l’habitat de plaine mais un établissement de hauteur se développe sur l’acropole, à l’abri des eaux. Le plateau sommital est nivelé et un imposant mur de soutènement est érigé au sud de cette terrasse. Un habitat de type villageois y prospère, avec ses maisons et ses ruelles ; des tombes sont implantées dans les creux naturels de la roche. La céramique récoltée se compose essentiellement de vaisselle à usage domestique et de quelques vases plus fins en argile grise lissée : céramique minyenne que l’on retrouve dans toute la Grèce à cette époque. La présence de fusaïoles et de pesons de tisserands témoigne indirectement d’activités pastorales et du travail de la laine.

### Helladique Récent ou Mycénien (~ 1600 - –1100)
L’occupation de l’acropole continue à l’époque mycénienne mais elle est plus sporadique : seuls quelques tessons de céramique et ce que l’on interprète comme un poste d’observation érigé sur des soubassements plus anciens, ont été mis au jour. Peu de chose en regard des vestiges des périodes précédentes et de celles qui suivront. La tradition homérique fait pourtant remonter l’origine d’Érétrie aux temps héroïques : Eiretria (« cité des rameurs ») figure dans le Catalogue des Vaisseaux, au nombre des sept cités d’Eubée fournissant navires et troupes à Agamemnon en vue de l’expédition contre Troie. Mais entre ce récit, plus tardif de quelques siècles, et les vestiges archéologiques, l’écart est grand. Le passé proprement mycénien d’Érétrie reste encore à découvrir, à moins qu’il ne faille le chercher sur les sites protohistoriques voisins de Lefkandi et de Paléoekklisies.

## Histoire

### Fondation de la cité: les «Âges obscurs»
Les siècles dits « obscurs » (XIIIe siècle av. J.-C.-IXe siècle av. J.-C.) font suite à l’époque mycénienne : l’absence de vestiges dans les environs d’Érétrie laisse supposer un abandon relatif du site. Au IXe siècle av. J.-C., des tombes et de la céramique témoignent d’une discrète présence : aucun habitat contemporain n’a été mis au jour jusqu’ici, mais la nécropole du site de Lefkandi comprend un impressionnant tombeau royal (servant peut-être d'hérôon), daté des environs de 950 avant notre ère. Des facteurs naturels locaux (subsidence, présence de zones marécageuses et d’un cours d’eau au tracé fluctuant) et plus généraux (changements climatiques et abandon de nombreux autres sites à la même époque) peuvent expliquer pourquoi l’endroit n’est pas densément habité plus tôt. 

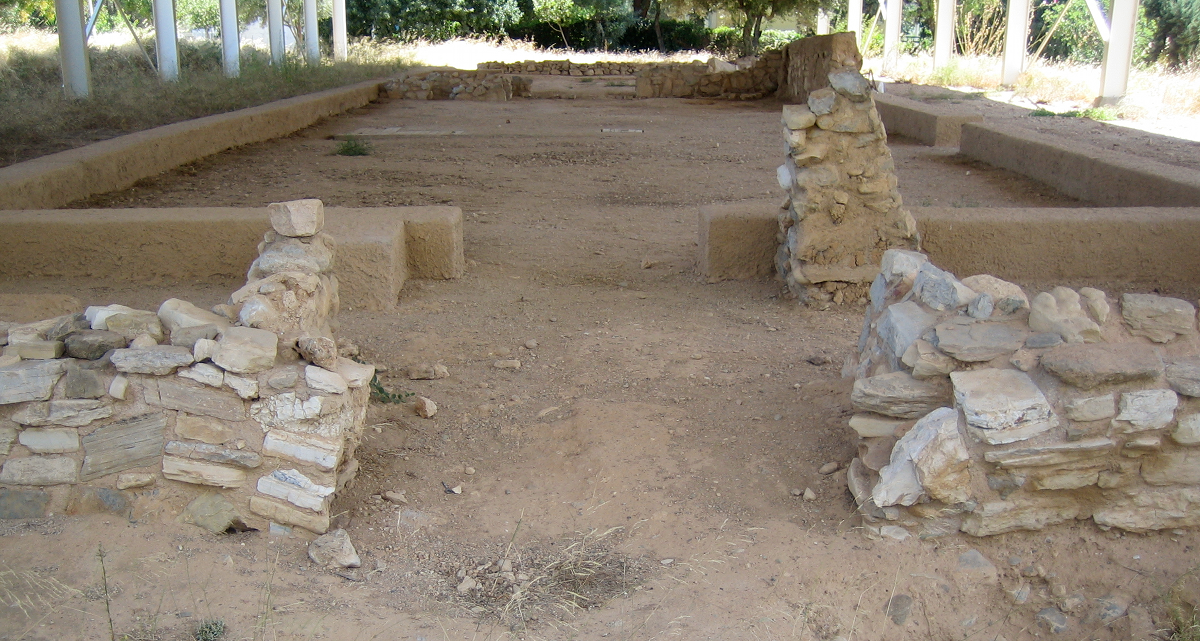
Sépulture royale dans la nécropole de Lefkandi (vers 950 av. J.-C.) : peut-être un ancien hérôon.

### Débuts de la cité antique

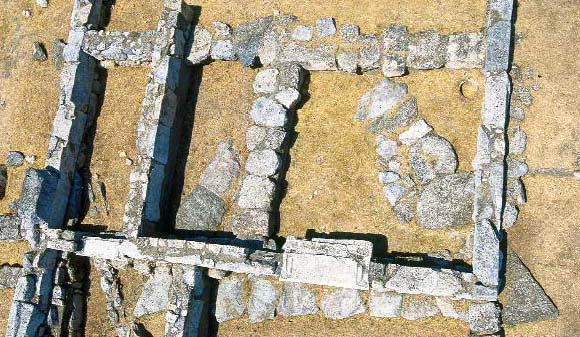
L'hérôon d’Érétrie.

Au cours de la première moitié du VIIIe siècle av. J.-C. apparaissent les marques incontestables d’un habitat. L’on voit se multiplier les constructions, signe d’un accroissement rapide de la population. Comme l’habitat de Lefkandi décline à la même période, un transfert d’habitants d’un site à l’autre n’est pas à exclure. Érétrie ne possède alors pas encore de trame urbaine organisée, l’implantation se réalisant plutôt en fonction des contraintes topographiques. L’habitat s’étend du bord de la mer au pied de l’acropole, mais de manière discontinue, se composant d’ensembles distincts, reflet probable d’une répartition de l’espace par groupes familiaux. La disposition des tombes au sein de la ville complète cette image : elles sont disséminées par petits groupes qui représentent peut-être, en l’absence de véritable nécropole commune à Érétrie, des lieux d’ensevelissement propres à chaque groupe familial. C’est ainsi que l’on interprète les tombes de l’hérôon à l’ouest de la ville, où sont enterrés plusieurs personnes réunies autour d’une tombe particulièrement riche, probablement celle d’un chef de clan ou de guerre. Une fois cet important personnage enseveli puis rejoint par quelques proches, l’endroit n’accueille plus de tombes, mais il est signalé par un grand triangle isocèle fait de plaques de pierre, qui marque ainsi son importance. Par la suite, des activités (interprétées comme les manifestations d’un culte héroïque) s’y déroulent. Il semble que la communauté ne soit plus entièrement dominée, comme auparavant, par une élite, mais qu’elle en honore l’un des derniers représentants ; ainsi se dessinerait le passage à une société de type « civique », celle de la polis.

### Premiers lieux de culte
Cette évolution est également perceptible dans la zone du sanctuaire d’Apollon appelé « Daphnéphoros ». Un premier ensemble de constructions s’y développe avant 750 av. J.-C. Il livre un riche mobilier céramique, signe de l’aisance des habitants et de leur pratique du banquet, ainsi que les traces d’un artisanat du bronze. La religion est présente, mais la place qu’elle occupe reste encore difficile à déterminer. Dans un deuxième temps, l’édification d’un grand bâtiment absidial en relation étroite avec un autel définit le cadre propice à l’accomplissement d’un rituel. Si c’est bien à Apollon, divinité poliade, que l’on sacrifiait sur cet autel, on peut conclure à un culte lié à l’émergence de la cité dès la fin de la période géométrique. À cette époque, un autre lieu de culte apparaît à proximité du sanctuaire d’Apollon. Une accumulation d’objets votifs et de céramiques rituelles y témoigne, une fois encore, d’une pratique religieuse engageant toute une communauté. Le cas est exceptionnel : il permet de reconstituer un rituel impliquant des femmes et révèle la présence à Érétrie de nombreux objets provenant du bassin égéen, de Chypre, du Proche-Orient, mais aussi de l’Occident.

### Érétrie entre l’Orient et l’Occident
La place que la cité antique occupe au sein du monde méditerranéen est un élément clé pour comprendre le devenir d’Érétrie. On sait en effet que la cité fut active dans l’établissement de relations commerciales avec l'Orient et durant les premières étapes de la colonisation grecque au nord (Chalcidique) et en Occident. Les objets d’origine égéenne, orientale ou égyptienne découverts dans la ville indiquent qu’Érétrie faisait partie de plusieurs réseaux d’échanges, permettant la circulation des techniques et des idées. Une influence orientale transparaît dans certains motifs de la céramique géométrique érétrienne et elle pourrait aussi s’être exercée dans le domaine de l’orfèvrerie. D’autre part, l’écriture alphabétique fait une apparition précoce à Erétrie, sous la forme de graffiti sur céramique. La cité constitue sans nul doute l’un des foyers de diffusion dans le monde grec de cette importante innovation. Dans la seconde moitié du VIIIe siècle av. J.-C., Érétrie évolue rapidement : au VIIIe siècle av. J.-C., sa croissance se manifeste par de nouvelles formes d’organisation sociale et de nouveaux lieux de culte. Certains de ses membres vont prospecter, puis s’installer dans les colonies précoces d’Occident.

## L’essor de la cité: l’époque archaïque
Alors que, durant la seconde moitié du VIIIe siècle av. J.-C., la céramique eubéenne (particulièrement érétrienne) se retrouve un peu partout dans le bassin méditerranéen, elle cesse soudainement d’être exportée vers -700. À partir de cette date, ce n’est plus qu’à Délos, important centre religieux au cœur des Cyclades, qu’elle apparaît encore en quantités importantes. On a proposé d’établir un rapport entre ce phénomène et la guerre lélantine : Érétrie aurait été vaincue par Chalcis et ses alliés, ce qui aurait diminué sa présence dans les réseaux d’échanges. On a même suggéré que la ville a pu être détruite et temporairement abandonnée au début du VIIe siècle av. J.-C.. C’est pourtant une image bien différente que suggèrent les rares sources littéraires et, plus nettement encore, les vestiges archéologiques : il ne fait aucun doute qu’Erétrie continue à se développer tout au long de l’époque archaïque.

### LeVIIesiècleav. J.-C.
Plusieurs vestiges archéologiques témoignent en effet de la prospérité et du dynamisme d’Érétrie au VIIe siècle av. J.-C., bien que les textes soient rares. La construction vers -680 d’un puissant mur de canalisation permet de détourner vers l’est le cours d’eau qui auparavant longeait le côté occidental de la ville et dont les crues torrentielles avaient sporadiquement inondé les habitations. C’est à la même époque que l’on remplace, dans le sanctuaire d’Apollon « Daphnéphoros », au cœur de la cité, le premier temple par un véritable « temple de 100 pieds ».

### LeVIesiècleav. J.-C.

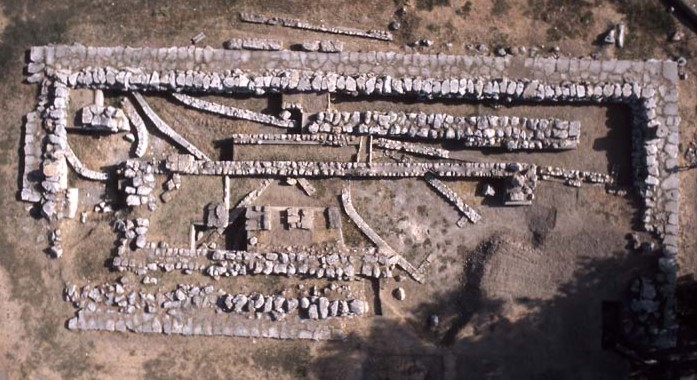
Le temple d'Apollon « Daphnéphoros ».

Au cours de la seconde moitié du VIe siècle av. J.-C., Érétrie entre dans une phase mouvementée de son histoire. Au milieu du siècle, la cité se dote de remparts. Vers 540, elle accueille Pisistrate, le tyran d’Athènes, et ses fils, en exil. Ils y récoltent des fonds et y lèvent des mercenaires en provenance de toute la Grèce pour reprendre le pouvoir. Ils s’appuient sur divers alliés, dont les Thébains et le puissant Lygdamis de Naxos. C’est d’Erétrie que Pisistrate et les siens s’embarquent pour reprendre le pouvoir en Attique. Le Temple d’Apollon édifié vers 530 rend un hommage appuyé à Athènes : les sculptures du fronton ouest, achevées vers -510, représentent notamment le combat de Thésée et des Amazones, un thème cher aux Athéniens, dont l’influence se marque également dans la figure centrale du fronton, Athéna, la déesse poliade d’Athènes.
Quelques années plus tard, en -499, une escadre érétrienne de dix navires se porte avec la flotte athénienne au secours des Milésiens et des autres Grecs d’Ionie soulevés contre la domination perse. Les Érétriens paieront cher ce soutien, puisqu’en 490 le corps expéditionnaire perse assiège et prend la ville avant de débarquer à Marathon. Diodore de Sicile, historien du Ier siècle av. J.-C., mentionne Érétrie dans sa liste des thalassocraties pour une durée de quinze années (VII II,I). On peut placer ces années de suprématie navale érétrienne dans la période allant de -506 (date d’une défaite mémorable de Chalcis, l’ancienne rivale d’Érétrie, face aux Athéniens) à -490.

## Des guerres médiques à la guerre du Péloponnèse
Une date très importante de l’histoire de la cité antique est celle qui la projette sur le devant de la scène politique antique : c’est l’année 490 av. J.-C. lorsque l’armée perse, envoyée en Grèce par le roi Darius Ier pour punir les alliés des Ioniens révoltés contre son autorité à partir de -499, s’empare de la ville après un siège de six jours, très peu de temps avant que les Perses ne soient eux-mêmes défaits par les Athéniens à Marathon (première guerre médique). Mais il n’est guère facile d’évaluer l’impact de cet événement sur les habitants et les édifices de la cité. Car si les sanctuaires furent à coup sûr incendiés (sans être nécessairement détruits de fond en comble), rien ne prouve que toute la ville ait été rasée ou réduite en cendres. D’autre part, la déportation pratiquée par les vainqueurs n’a touché qu’une partie sans doute réduite de la population, beaucoup d’Érétriens ayant pu trouver refuge dans les zones montagneuses ou marécageuses du territoire, restées inaccessibles à l’armée des envahisseurs. Il est néanmoins assuré que plusieurs centaines d’Érétriens, y compris des femmes et des enfants, furent déportés vers l’Orient pour être finalement installés au nord de Suse, capitale de l’Empire achéménide, au lieu-dit « Arderrika » : leur présence y est attestée jusqu’au début du IVe siècle av. J.-C. et même plus tard encore. La meilleure preuve qu’en dépit de ce coup très dur, la cité n’avait pas perdu tout moyen de résister, est fournie par le fait que les Érétriens participèrent courageusement, tant sur mer que sur terre, à la lutte contre l’invasion du roi Xerxès en -480/-479 (seconde guerre médique). Des émissions monétaires en argent, frappées dès avant le milieu du Ve siècle av. J.-C. et jusque vers -430/-425, ainsi que du riche matériel, surtout attique, ornant les tombes érétriennes de la haute époque classique, attestent d’une prospérité certaine. On connaît pour cette époque le nom de quelques Erétriens illustres en leur temps : ainsi (probablement) le bronzier Philésios, qui œuvra pour ses compatriotes à Olympie, ou le poète Achaios, auteur de tragédies jouées à Athènes, ou encore l’exilé Gongylos, fondateur en Mysie (Asie Mineure) d’une dynastie princière locale sous l’égide du Grand Roi perse.

### Ambitions impérialistes d’Athènes
Comme les autres Eubéens, les Erétriens durent compter avec les ambitions d’Athènes, qui transforma progressivement en un empire autoritaire la ligue en principe égalitaire fondée en 478. C’est sans doute peu après cette date (au plus tard en -457) qu’Érétrie dut céder à sa puissante voisine son ancien comptoir continental d’Oropos. En -446, un premier soulèvement des cités eubéennes contre la domination athénienne fut durement réprimé par Périclès. Il est probable, cependant, que c’est seulement durant la guerre du Péloponnèse, après une seconde révolte survenue en -424 (facilitée par un cuisant échec athénien en Béotie voisine) qu’Athènes imposa à Chalcis et à Érétrie la soumission sans appel dont le texte nous est connu grâce à une inscription de l’acropole d’Athènes. Mais cette soumission ne dura pas : tirant parti de l’issue catastrophique de l’expédition athénienne en Sicile, les Érétriens, dès -413, préparèrent une nouvelle insurrection. Le renversement de la démocratie à Athènes en 411, peu de mois après par la défaite, devant le port même d’Érétrie, d’une escadre athénienne face à la flotte péloponnésienne commandée par l’amiral Agésandridas de Sparte, leur fournit l’occasion de s’émanciper. Aussi, quand six ans plus tard, en -405, le Lacédémonien Lysandre infligea aux Athéniens l’ultime défaite navale d’Aigos Potamos, un chef d’escadre érétrien, Autonomos, fils de Samios, se trouvait-il au nombre des navarques vainqueurs, dont un grandiose monument de Delphes perpétua le souvenir. Cette libération de la domination athénienne permit aux Érétriens d’étendre leur État en direction du sud de l’île, aux dépens notamment de la petite ville de Styra, qui devint l’un des quelque soixante dèmes de l’Érétriade. Une nouvelle phase de prospérité commençait pour la cité, comme l’atteste, de manière particulièrement frappante, le développement que connut alors l’architecture domestique.

## Renouveau politique et luttes sociales auIVesiècleav. J.-C.
Les Érétriens ne souhaitèrent pas rester en conflit avec leurs proches voisins Athéniens, économiquement et culturellement si influents : ils se réconcilièrent dix ans après la fin de la guerre du Péloponnèse, quand la domination de Sparte se fit trop lourde pour ses anciens alliés. Une inscription mutilée de -394 témoigne du pacte alors signé entre Athènes et Érétrie, qui paraît avoir été la dernière « paix de cent ans » de l’histoire grecque (après cette date, en effet, les traités sont théoriquement conclus à perpétuité). Mais il va sans dire que cette alliance connut bien des hauts et des bas dans les décennies suivantes. Si, en -378/-377, les Érétriens (tout comme les cités voisines de Chalcis et de Carystos) s’empressèrent de soutenir les efforts d’Athènes en vue de reconstituer une nouvelle ligue maritime, le renouveau de l’impérialisme athénien après 375 ne tarda pas à les inquiéter, surtout quand Athènes, qui avait perdu Oropos en 411 par la faute des Érétriens eux-mêmes, réussit à remettre la main sur ce port d’une importance cruciale pour les relations entre l’Attique et l’Eubée (-371). S’étant alors détachés d’Athènes pour s’allier aux Thébains désormais en situation de force, les Eubéens firent une première tentative pour constituer une confédération de cités (sinon un véritable État fédéral), comme le montrent des émissions monétaires que divers indices invitent à situer dans la première moitié du IVe siècle av. J.-C..

### Coups d’État
En 366, Érétrie reprend Oropos grâce à l’appui thébain. Mais la situation de la cité se dégrada tant à l’intérieur avec l’exacerbation des tensions sociales qui se traduiront par une longue succession de coups d’État pendant un quart de siècle, qu’à l’extérieur, toute la Grèce se trouvant alors en proie à d’interminables conflits. Les discours de Démosthène et de son rival Eschine, les deux plus grands orateurs d’Athènes à l’époque où celle-ci était menacée par le roi Philippe de Macédoine, permettent de comprendre quelles vicissitudes connurent les Érétriens pendant la décennie de 350 à 340 av. J.-C., entre oligarques et démocrates dont les chefs de faction n’aspiraient en fait qu’au pouvoir autoritaire, comme les tyrans Ploutarchos et Clitarque. En 341, quand ce dernier fut renversé et tué à l’aide d’une intervention militaire athénienne, les Érétriens purent rétablir durablement leur démocratie, promulguant alors une loi contre la tyrannie et l’oligarchie et instituant en même temps un concours musical en l’honneur de leur protectrice attitrée : la grande « Artémis Amarysia ».

### Tutelle macédonienne
En -338, à la suite de la défaite subie à Chéronée par la coalition grecque (dont faisaient partie les cités eubéennes fédérées en une nouvelle ligue), la plupart des États de Grèce tombèrent sous la tutelle de Philippe, le roi de Macédoine, puis, à partir de -336, de son fils Alexandre le Grand. Toutefois, cela ne signifie pas qu’une cité de moyenne envergure comme Érétrie n’ait plus eu, dès lors, aucune autonomie. Les intérêts particuliers continuèrent à peser de tout leur poids, comme l’illustre le fait que les Érétriens aient refusé, à la mort d’Alexandre à Babylone vers -323, d’adhérer à l’insurrection d’Athènes et de maintes autres cités de Grèce propre contre le pouvoir macédonien : c’est qu’ils escomptaient bien que, si la révolte était matée, Athènes devrait leur rendre le port d’Oropos qu’ils avaient reçu du jeune roi de Macédoine en -335, juste avant son départ pour l’Orient.

## Siècle de Ménédème
L’expression « siècle de Ménédème » (ni plus ni moins exacte que « siècle de Périclès » pour l’apogée d’Athènes au Ve siècle av. J.-C.) sert à désigner la période de relative indépendance dont jouit Érétrie pendant plus de cinquante ans, de 322 (guerre lamiaque) à 267 av. J.-C. (guerre chrémonidéenne). Durant ce demi-siècle le philosophe Ménédème fut la personnalité la plus en vue dans sa cité, où il exerça à plus d’une reprise d’importants mandats politiques. D’autre part, c’est l’époque pour laquelle on dispose du plus grand nombre d’inscriptions publiques, surtout des décrets honorifiques et des catalogues de citoyens. De toute cette documentation, combinée avec l’apport de l’archéologie proprement dite, se dégage l’image d’une cité active et prospère. L’activité culturelle se traduit notamment par la construction d’un nouveau théâtre, œuvre peut-être de l’architecte et « scénographe » Clisthène, père de Ménédème ; à cette activité théâtrale se rattache au surplus une loi des cités eubéennes réglementant vers 300 la conduite des technites dionysiaques (en grec ancien : τεχνίτης, « artiste »), c’est-à-dire des acteurs tragiques et comiques engagés pour les fêtes en l’honneur de Dionysos et de Déméter. Sur le plan social et économique, il convient de mentionner la grande entreprise de génie civil que les Erétriens, vers 315 déjà, confièrent à un ingénieur étranger, Chéréphanès, pour essayer d’assécher une étendue marécageuse située assez loin de la ville, au cœur de leur territoire.

### Ambitions macédoniennes
Le souci principal des dirigeants érétriens était de défendre les intérêts vitaux de leur cité face aux appétits rivaux des diadoques successeurs d’Alexandre le Grand. Les décrets, en particulier ceux de la période 322-301, sont révélateurs à cet égard : la majorité d’entre eux honorent des Macédoniens. C’est ainsi qu’Erétrie parvint à contrer les projets eubéens de l’ambitieux Cassandre en prenant d’abord le parti du régent Polyperchon, grâce auquel, en 318, la démocratie put être rétablie dans la cité après un intermède oligarchique de plusieurs années. En 312, Érétrie soutint Polémaios, lieutenant du puissant Antigone le Borgne. En 304, elle dut se soumettre au fils de ce dernier, Démétrios Poliorcète et honora d’une statue son principal agent en Grèce, l’homme politique Adimantos de Lampsaque sur l’Hellespont, fait citoyen athénien par octroi de la politeia avant 301. Ménédème lui-même eut plus d’une fois affaire à Démétrios, devenu d’autant plus puissant qu’en 294 il put monter sur le trône de Macédoine. Quand, en 287, Démétrios Poliorcète s’embarqua pour sa dernière expédition en Asie, notre philosophe fut désigné pour conduire de lointaines ambassades auprès des deux plus fastueux diadoques de l’époque, le roi de Thrace Lysimaque en sa capitale de Lysimacheia, et le roi d’Égypte Ptolémée à Alexandrie. Plus tard, ses contacts se firent très étroits avec le fils du défunt Démétrios, Antigonos Gonatas, qui allait jusqu’à se proclamer son élève : en 278, le jeune roi ayant repoussé la grande invasion celtique de la Grèce, Ménédème s’empressa de faire voter par les Érétriens un décret mémorable en l’honneur du vainqueur.

### Guerre de Chrémonidès
Pendant ces années, néanmoins, la position de la cité restait précaire comme l'atteste l’épisode suivant (connu par une inscription aujourd’hui perdue, découverte et retranscrite au XVIe siècle) : au lendemain de la libération survenue en 286 ou 285, Érétrie et sa voisine Chalcis, pour sortir de leur dangereux isolement, avaient décidé d’adhérer à la confédération béotienne alors en plein essor. Mais à partir de la fin de la décennie de 280 à 270, il fallut compter avec les ambitions du diadoque Gonatas qui menaçait l’indépendance retrouvée des cités grecques, dont Athènes. Celles-ci trouvaient certes un appui naturel chez les Ptolémées d’Alexandrie, et ce n’est pas un hasard si le sol d’Erétrie a livré des documents — inscriptions ou monnaies — qui témoignent de liens indiscutables avec l’Égypte. Mais, débarrassé à partir de 272 du bouillant roi Pyrrhos d’Épire, Gonatas voulut rétablir en Grèce une position dominante. Un conflit connu sous le nom de « guerre chrémonidéenne » s’engagea entre les Athéniens, soutenus par divers alliés — dont les souverains de l’Égypte — et le roi de Macédoine au zénith de sa puissance. Il semble que, dès le début de la guerre, ou même avant qu’elle ne fût ouvertement déclarée à l’automne 268, Gonatas soit venu mettre le siège devant Érétrie. Soupçonné de vouloir trahir la cité au profit du roi avec qui il s’était lié d’amitié, le philosophe Ménédème dut s’exiler, et c’est depuis l’autre rive du détroit, dans le tout proche amphiaréion d'Oropós, qu’il assista à la prise de la ville par les Macédoniens (au printemps 267 ?), événement qui a laissé de nombreuses traces archéologiques sur le site. Malgré ses efforts pour fléchir le roi macédonien, Ménédème ne parvint pas à obtenir le rétablissement de la démocratie et de l’autonomie politique pour sa patrie ; aussi finit-il par se suicider, à l’âge de quatre-vingt-trois ans (soit vers 263). Très peu de temps après, c’est Athènes elle-même qui dut capituler devant Gonatas, en même temps que disparaissaient quelques-unes des plus grandes figures de l’époque.

## De l’occupation macédonienne à la mainmise de Rome

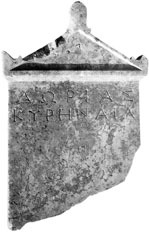
Épitaphe de la Cyrénéenne Dorias.

Dans les années qui suivirent immédiatement la défaite des cités grecques, la situation d’Érétrie, comme celle d’Athènes, n’était pes enviable. Mais vers -255, certaines concessions furent accordées à la cité : c’est ainsi qu’un décret honorant l’apatride Prôtéas montre que les Érétriens, jusque-là étroitement soumis au pouvoir macédonien et gravement endettés de surcroît, retrouvèrent une plus large autonomie politique. Ils furent bientôt entraînés dans une aventure macédonienne en 251 très probablement : le gouverneur de l’Eubée et de la région isthmique (Corinthe) pour le roi Antigone, son propre neveu Alexandre, fils de Cratère, fit sécession et prit à son tour le titre royal, comme l’atteste précisément un autre décret d’Érétrie. Ce royaume macédonien indépendant paraît avoir duré jusque vers -245. Un important trésor monétaire semble aujourd’hui pouvoir être mis en relation avec la reprise de la ville par Antigone Gonatas. Les Érétriens étaient donc de nouveau placés sous la tutelle directe du roi de Macédoine, et la marque la plus claire de leur sujétion résidait dans la présence sur l’acropole d’une garnison composée de mercenaires macédoniens (d’origine thrace et illyrienne d’après les épitaphes, chose qui ne se rencontre absolument pas dans les cités de la Béotie voisine, mais seulement dans d’autres villes de garnison, témoignant de cette population cosmopolite). Il ne faudrait pas, cependant, imaginer que la cité avait perdu alors toute possibilité de jouer son rôle au sein de la communauté hellénique : non seulement elle continuait à honorer des bienfaiteurs étrangers, mais elle pouvait accepter, moyennant l’autorisation royale, les invitations qui lui étaient faites par d’autres cités de participer à de grandes fêtes panhelléniques : c’est ainsi que l’on possède, pour l’année 208, le décret d’acceptation par Érétrie du nouveau concours sacré dit des Leucophyrènes (« feux blancs »), organisé par les gens de Magnésie du Méandre en Asie Mineure.

### Mainmise de Rome

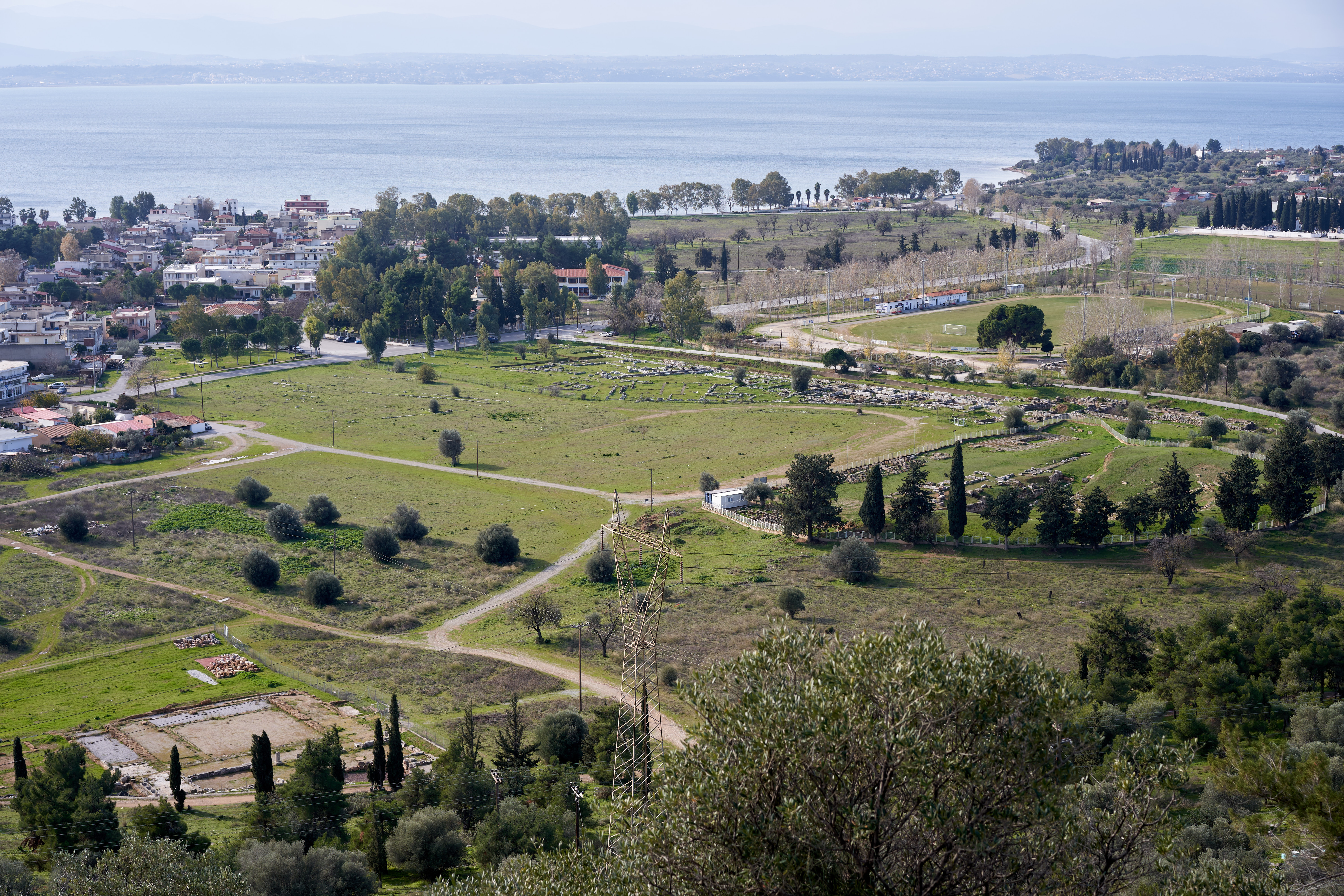
Le théâtre et le gymnase vus de l'acropole d'Érétrie.

La dernière décennie du IIIe siècle av. J.-C. voit les Romains intervenir pour la première fois en Eubée, dans le cadre de la guerre qu’ils menèrent contre le roi Philippe V de Macédoine, maître de la grande île. Mais, au début, seule la ville d’Histiée-Oréos (à l’extrémité septentrionale de l’île) fut touchée directement par les opérations. Centre du pouvoir macédonien en Eubée, Chalcis devait essuyer un peu plus tard, en -199, un sérieux coup de semonce avec la fulgurante attaque du légat Caius Claudius, provisoirement sans lendemain. C’est seulement l’année suivante que les gens d’Erétrie et de Carystos firent réellement connaissance avec la flotte et les armées romaines. En -198, les Romains et leurs alliés pergaméniens investissent la cité. Terrifiée par le spectacle des machines de guerre, la population civile s’était réfugiée sur l’acropole et cherchait à obtenir une capitulation honorable, quand les Romains pénétrèrent à l’intérieur de l’enceinte, forçant la garnison macédonienne à capituler. Il est fort douteux (quoi qu’on en ait pensé) que cette armée romaine ait gravement endommagé les bâtiments publics et privés du centre urbain, mais Tite-Live indique que la cité livra aux vainqueurs, à défaut de grosses sommes d’argent ou d’or, des œuvres d’art « anciennes » de grand prix. Le passage des Romains se solda donc a minima par un appauvrissement du riche patrimoine culturel des Érétriens.
Si les opérations militaires romaines furent conduites par Lucius Quinctius Flamininus, frère du consul de 198, c’est ce dernier en personne qui mena finalement les négociations en vue de définir pour la cité un nouveau statut. Érétrie ne fut formellement libérée de la tutelle macédonienne qu’en 196 par la déclaration solennelle que Titus Quinctius Flamininus fit proclamer lors du concours des Isthmia près de Corinthe. Même après cela, cependant, il s’en fallut de peu qu’elle ne fût cédée à l’allié de Rome qu’était le puissant roi de Pergame. Mais Flamininus s’y opposa de toute son autorité. En -194, après avoir retiré toutes les garnisons romaines, Flaminius créa en Eubée, avec Chalcis pour capitale et Amarynthos comme centre religieux, un véritable État fédéral, dont l’existence est confirmée par des inscriptions et des monnaies. Mais en -192, cette nouvelle Confédération eubéenne paraît avoir sombré dans la tourmente de la guerre dite « antiochique », qui vit le roi séleucide Antiochos III le Grand intervenir en Grèce aux côtés des Étoliens ennemis de Rome. Après diverses péripéties, Chalcis où, pourtant, se trouvait une importante faction pro-romaine, dut ouvrir ses portes au roi séleucide, et les Érétriens, comme aussi les Carystiens, furent bientôt obligés, bon gré mal gré, de suivre le mouvement, qui les mettait subitement au centre d’un conflit d’envergure méditerranéenne, assez vite réglé toutefois au profit des Romains. Grâce à l’intervention de l’ancien consul Flamininus, les cités eubéennes, qui auraient pu craindre des représailles pour leur conduite (Chalcis surtout, bien entendu), furent épargnées par le vainqueur romain.

### Vie politique et sociale auIIesiècleav. J.-C.
Moins brillante peut-être que par le passé, l’histoire d’Érétrie au IIe siècle av. J.-C. est cependant intéressante à plus d’un titre. On constate d’abord que la cité put reconstituer une partie au moins de ses ressources, puisqu’elle fut avec Athènes et Chalcis la seule cité de Grèce propre à pouvoir émettre, vers -180 - -170, un monnayage d’argent dit du « nouveau style ». Par ailleurs, des décrets honorifiques retrouvés dans diverses régions de Grèce et d’Asie Mineure révèlent que les Érétriens, vers le milieu du IIe siècle av. J.-C., firent assez souvent appel à des juges étrangers (ce que les Athéniens ne se résignèrent jamais à faire) pour régler des procès à l’intérieur même du corps civique : indice que la société érétrienne était alors en proie à de sérieuses tensions, sans doute par suite de l’endettement de beaucoup de citoyens.

### Consulat de Lucius Mummius
La guerre dite « d’Achaïe » désigne le soulèvement, en -146, de la Confédération achéenne (Péloponnèse) et de la Béotie presque tout entière contre le pouvoir de Rome, suivi de sa répression impitoyable par le consul Lucius Mummius, qui fit détruire de fond en comble la ville de Corinthe. Les gens de Chalcis avaient adhéré à cette insurrection et en avaient été cruellement punis. Une inscription peu faite pour attirer l’attention (simple proclamation de vainqueurs à l’épreuve du stade) atteste l’existence d’un concours célébré en l’honneur de Mummius, associé à la grande « Artémis Amarysia ». Ce document prouve donc indubitablement que les Érétriens rendaient un culte à ce personnage, considéré par eux comme un bienfaiteur. Il en découle qu’ils avaient dû adopter dans la guerre une attitude diamétralement opposée à celle de leurs voisins immédiats, et l’on s’explique leur soutien à Rome quand on sait qu’ils avaient été, très peu auparavant, les victimes de la politique agressive des Béotiens de Thèbes.
Presque seuls d’entre les Grecs à se ranger aux côtés de Mummius, les Érétriens avaient probablement obtenu du consul vainqueur quelque substantielle récompense mais on ignore laquelle. L’hypothèse la plus probable (il ne s’agit que d’une conjecture fondée sur des indices concordants) est qu’ils purent récupérer à partir de -146 le port d’Oropos, disputé depuis toujours. Cela concorde avec la relative aisance dont paraît bénéficier, vers cette époque, une partie au moins de la société érétrienne. En témoignent en effet plusieurs inscriptions ayant trait aux activités des éphèbes, de leurs entraîneurs et de leurs professeurs dans le cadre du gymnase, et qui nous font découvrir une certaine « bourgeoisie » ploutocratique, dont sont issus également les notables que l’on voit élever des statues aux membres de leur famille. Un demi-siècle plus tard, en -87/-86, ayant pris parti pour Mithridate VI, le roi du Pont en guerre contre Rome, les Érétriens perdirent à la fois Oropos et leur statut privilégié.

## De la domination romaine à l’abandon de la cité
Dès -146, à la suite de la guerre d’Achaïe, les cités grecques sont placées sous le contrôle du gouverneur romain de Macédoine, mais elles conservent néanmoins en partie leur autonomie. Ce n’est qu’en -27 qu’elles seront officiellement intégrées dans l’Empire romain avec la création de la province d’Achaïe. Le début du Ier siècle av. J.-C. marque incontestablement un tournant pour Érétrie : à l’instar de nombreuses cités de Grèce, en dépit du traitement plutôt favorable que les Romains avaient réservé jusqu’alors aux Érétriens et aux Athéniens, elle s’allie de -88 à -85 au roi Mithridate du Pont et se retrouve ainsi opposée au proconsul romain Lucius Cornelius Sylla. Si les sources littéraires restent muettes sur le sort d’Érétrie, les couches de destruction mises au jour par les archéologues montrent que la cité ne fut pas épargnée.

### Renouveau augustéen
Il faut attendre près de deux générations pour qu’Erétrie se relève partiellement, avec l’avènement d’Auguste et du Principat à Rome. L’historien Dion Cassius a écrit qu’en 21 « Auguste affranchit Erétrie de la souveraineté athénienne » à laquelle l’avait soumise en 42 le triumvir Marc Antoine. La cité recouvre ainsi une certaine autonomie et se voit surtout libérée de l’obligation de s’acquitter de lourdes taxes en faveur d’Athènes, ce qui favorise un nouvel essor. Les constructions se multiplient, notamment à proximité de la « Maison aux mosaïques » où un quartier artisanal se développe : bassin de traitement de la pourpre pour teindre les textiles, four à chaux pour la préparation du mortier, amenées d’eau courante et canaux d’évacuation des eaux usées témoignent d’un renouveau des activités dans la cité. Un temple du culte impérial est érigé au carrefour des deux voies principales de la cité, tandis que d’autres bâtiments publics, comme le Gymnase Nord et le Théâtre, sont restaurés, preuve d’une certaine prospérité retrouvée.

### Bourgade de l'Empire romain

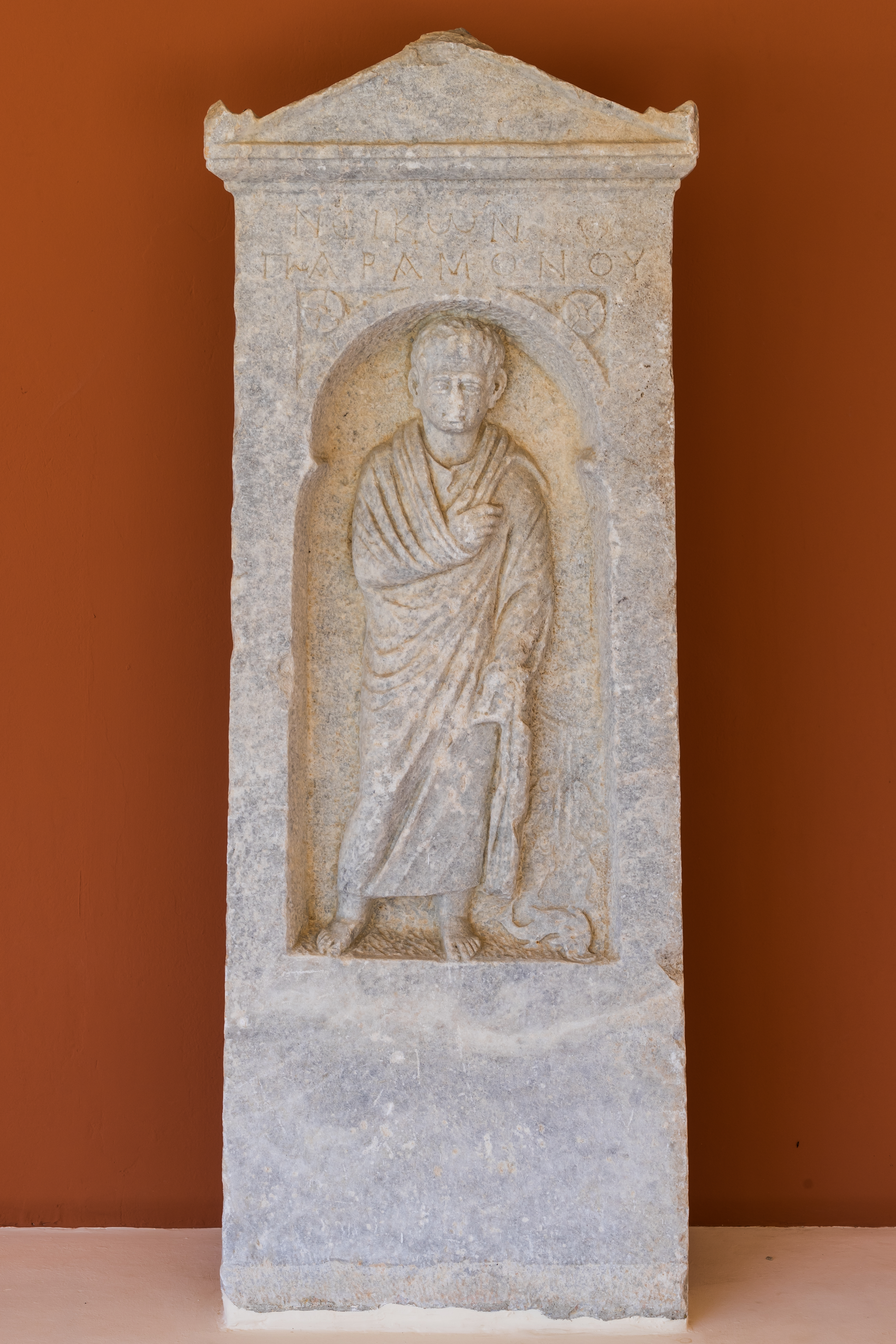
Stèle du pêcheur Nikon.

Une série de stèles funéraires datant du Ier siècle au IIIe siècle de notre ère nous renseignent sur quelques-uns des habitants de la modeste cité qu’est alors Érétrie : ainsi cet Érétrien qui s’est représenté non sans fierté avec les attributs de son métier : la pêche. L’habitat se concentre désormais au pied de l’acropole, et peut-être sur ses pentes, tandis que le cœur de la cité classique semble réservé aux sépultures, comme le suggère notamment un riche tombeau aménagé sur l’agora. Érétrie frappe encore monnaie jusqu’à la fin du IIe siècle apr. J.-C., ce qui suggère que les institutions civiques fonctionnent au moins jusqu’à cette période. On possède du reste un socle de statue élevée par la cité à l’empereur Caracalla (211–217 apr. J.-C.) et il existe en tout cas un socle impérial plus tardif. Mais le centre de gravité économique et politique semble s’être alors déplacé vers Porthmos (« Détroit », au sud de Chalcis), où fut exposé vers 300 de l’ère chrétienne un exemplaire de l’Édit du Maximum des prix de Dioclétien.

### Derniers siècles de la cité antique
On a longtemps pensé qu’Érétrie avait été peu à peu désertée à partir de la fin du IIIe siècle apr. J.-C. et qu’un puissant séisme, en 365 de notre ère, avait achevé de dépeupler la cité. Mais la récente découverte du temple du culte impérial, très probablement détruit par les chrétiens au Ve siècle, et d’une série de sépultures datées du VIe siècle suggèrent toutefois que la cité resta habitée durant l'Antiquité tardive. Il reste cependant malaisé de se représenter l’organisation de l’habitat durant les derniers siècles de l’Érétrie antique, car peu de vestiges ont été retrouvés : quelques pans de murs, un édifice et un puits près du Temple d’Apollon, où fut d’ailleurs découvert ce qui semble être un fragment d’iconostase pouvant indiquer la présence d’une église. Les pierres de nombreux bâtiments des périodes antérieures ont été réutilisées, sans laisser d’indices.
Le monde des morts nous est un peu mieux connu : la plupart des sépultures (tombes à inhumation en tuiles ou à couverture de dalles) étaient situées le long des principaux axes et carrefours de la cité, ainsi qu’à proximité des anciens temples : au nord, près du Sébasteion et du Tombeau monumental, en direction du sud, au bord de la route antique, et dans le voisinage du sanctuaire d’Apollon. Les quelques pièces de céramique et objets de parure en bronze découverts dans les tombes évoquent une population relativement prospère, mais la cité a assurément perdu de son importance. On sait qu’un séisme secoua à nouveau la région en 511, faisant peut-être fuir les derniers habitants. Seules l’église byzantine d’Aghia Paraskevi et la nécropole qui l’entoure, situées à un kilomètre à l’est d’Érétrie, témoignent encore de la fréquentation des lieux au VIe siècle. Au VIIe siècle une page se tourne, effaçant de la mémoire les anciens dieux et la cité d’Érétrie. Le site reste ensuite inhabité jusqu'au XIXe siècle.

## L’Érétrie moderne

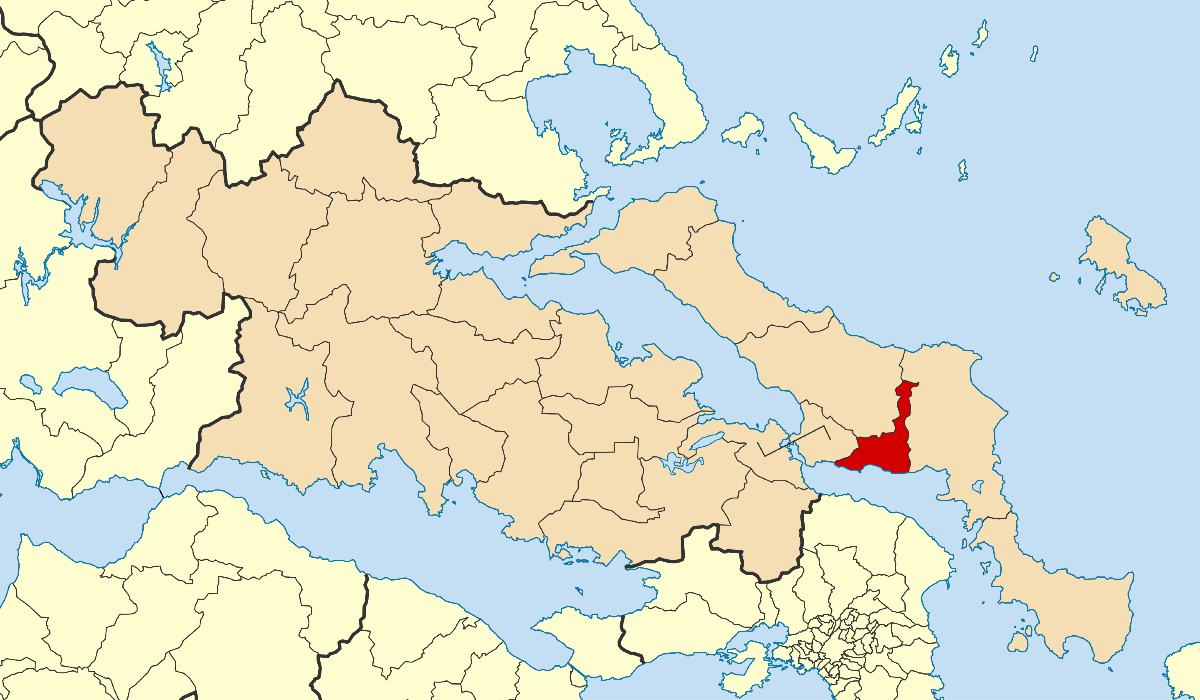
Dème d'Érétrie à la suite de la réforme Kallikratis (2010).

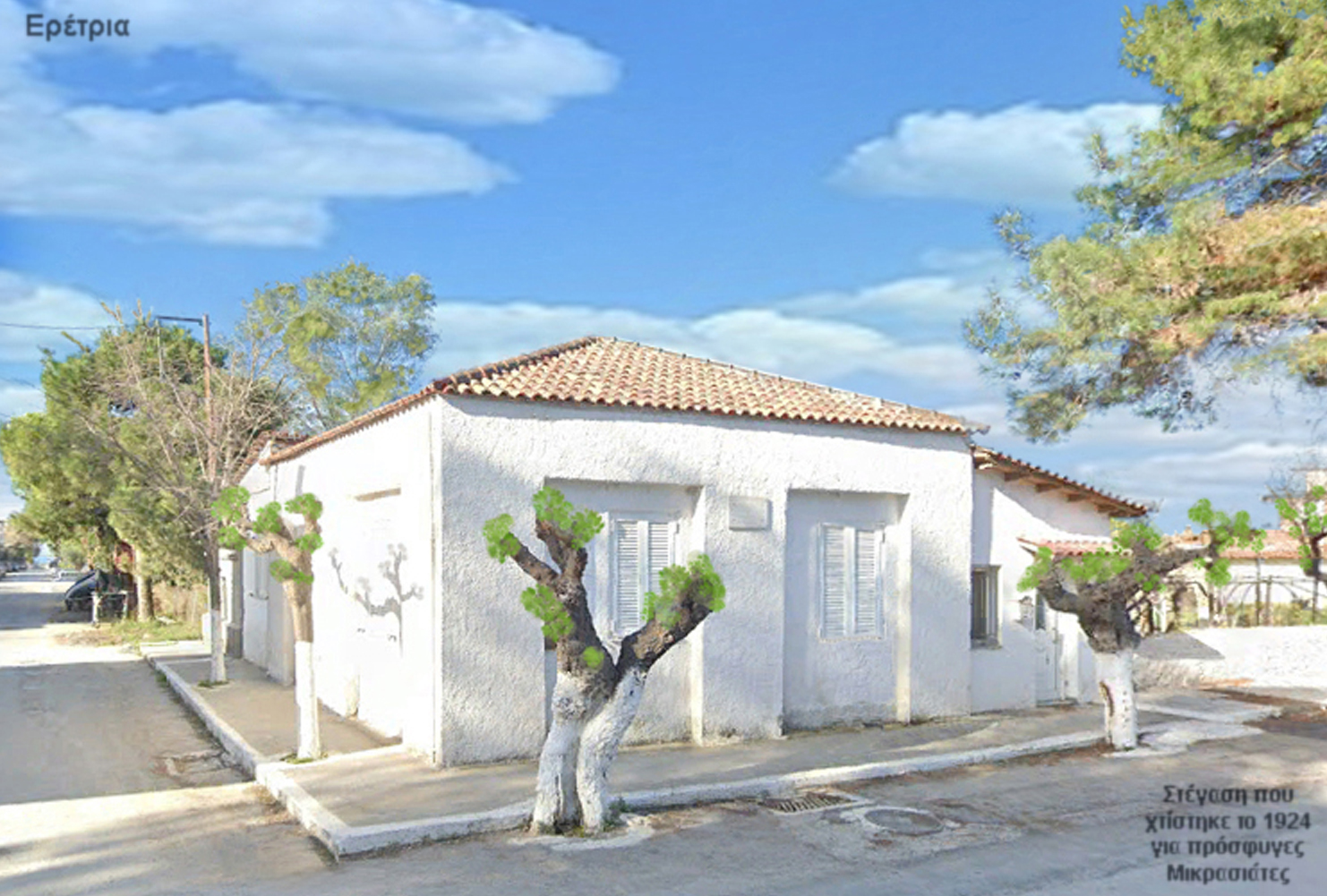
Maisonnette pour les réfugiés Micrasiates bâtie à la hâte en 1924 (avec plaque commémorative).

L'histoire de la nouvelle Érétrie est étroitement liée à la guerre d'indépendance grecque (1821–1827). Au terme du conflit et conformément au protocole de Londres (1830), les Ottomans cèdent l'Eubée à la Grèce en 1833. Afin d'offrir une nouvelle patrie aux réfugiés de l'île de Psara, détruite par les Ottomans en 1824, l'État grec décide d'établir dès 1834 des Psariotes sur le site de l'antique Érétrie, appelée jusqu'en 1960 Néa Psara (« Nouvelle Psara »). Cependant, le paludisme et sans doute aussi l'attractivité de Chalcis, important centre urbain distant de 18 km, expliquent le faible développement de cette localité durant le XIXe siècle.
Au XXe siècle, l'évolution de Néa Psara est à nouveau impactée par des événements violents : la guerre gréco-turque de 1921–1922. L'armée grecque d'Ionie subit une sanglante défaite face aux troupes de Kemal Atatürk, qui finissent par prendre et incendier Smyrne (aujourd'hui Izmir). Ce désastre militaire a pour conséquence le traité de Lausanne (juillet 1923) qui impose l'échange des minorités des deux pays et entraîne l'arrivée d'un million et demi de réfugiés micrasiates et pontiques en Grèce, où les infrastructures manquent pour les accueillir. Beaucoup repartent en diaspora. Comme après la guerre d'indépendance, Néa Psara accueille des réfugiés. Des quartiers de maisonnettes contiguës, à peine plus que des bungalows, alignées à la hâte au sud-est et au sud-ouest de la ville, en témoignent. Dans les années 1960 la ville, comme d'autres lieux de Grèce, retrouve son nom antique d'Érétrie ; l'extinction de la malaria par le drainage des marais et la mise en service de ferry-boats sur Oropos en Attique, en font un lieu de villégiature prisé par les Athéniens fuyant les canicules estivales. Lors du recensement de 2001, le district d'Érétrie comptait 5 969 habitants, avec la ville d'Érétrie, l'île d'Aghia Triada, le hameau de Gerontas (27 habitants), et les agglomérations côtières de Magoula (1 331 habitants) et Malakonda (1 455 habitants).

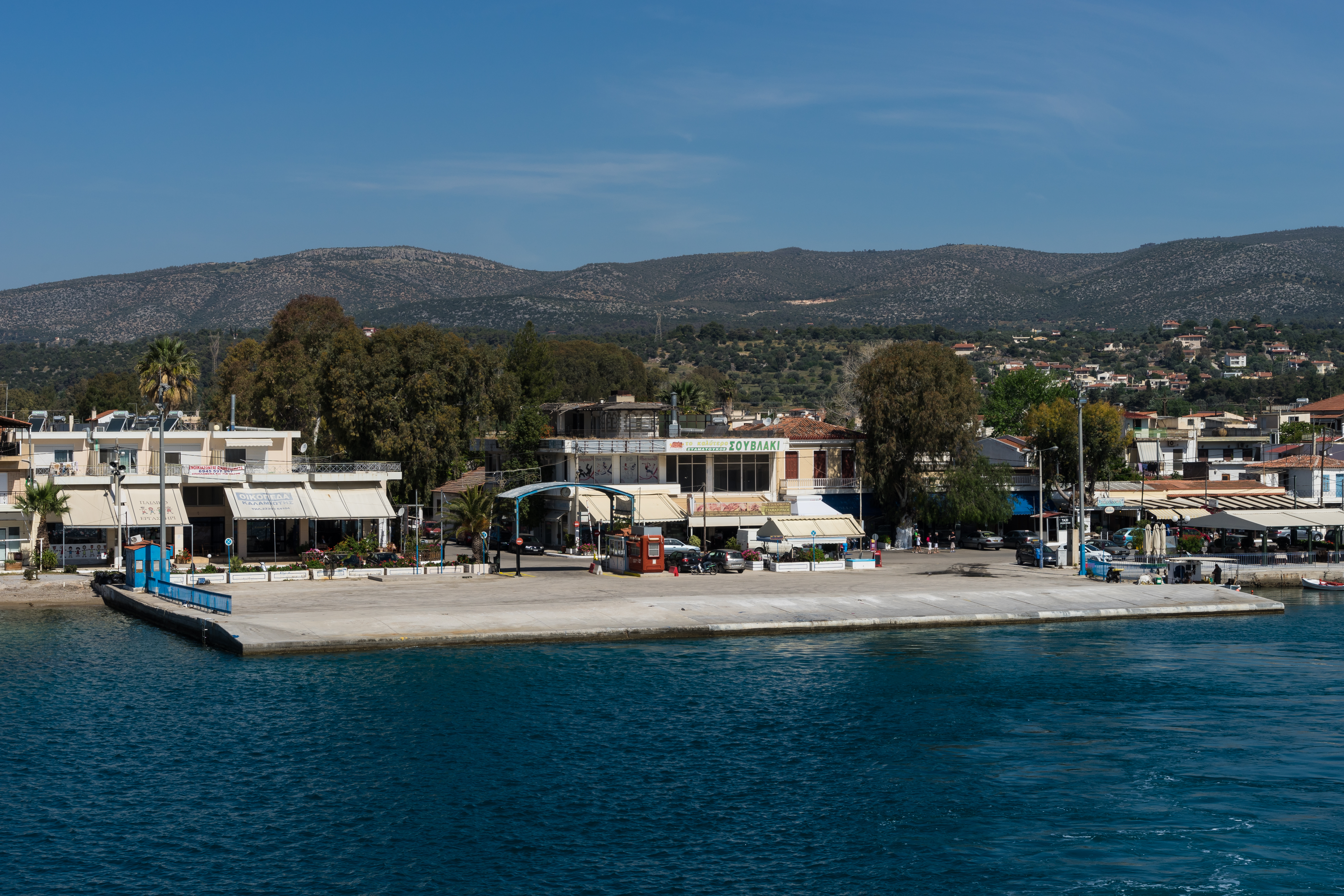
L'embarcadère du ferry vers Oropos.